# Crossotus argenteus
Crossotus argenteus är en skalbaggsart som beskrevs av Hintz 1912. Crossotus argenteus ingår i släktet Crossotus och familjen långhorningar.
Artens utbredningsområde är Kenya. Inga underarter finns listade i Catalogue of Life.